# Fehring
Fehring est une commune autrichienne du district de Südoststeiermark en Styrie.

## Géographie

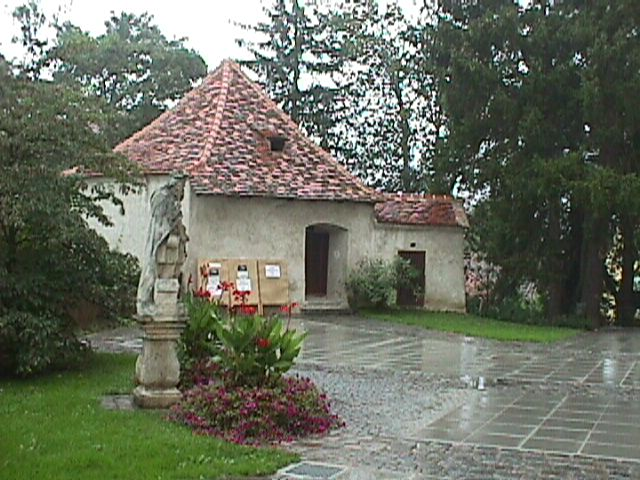
Tabor

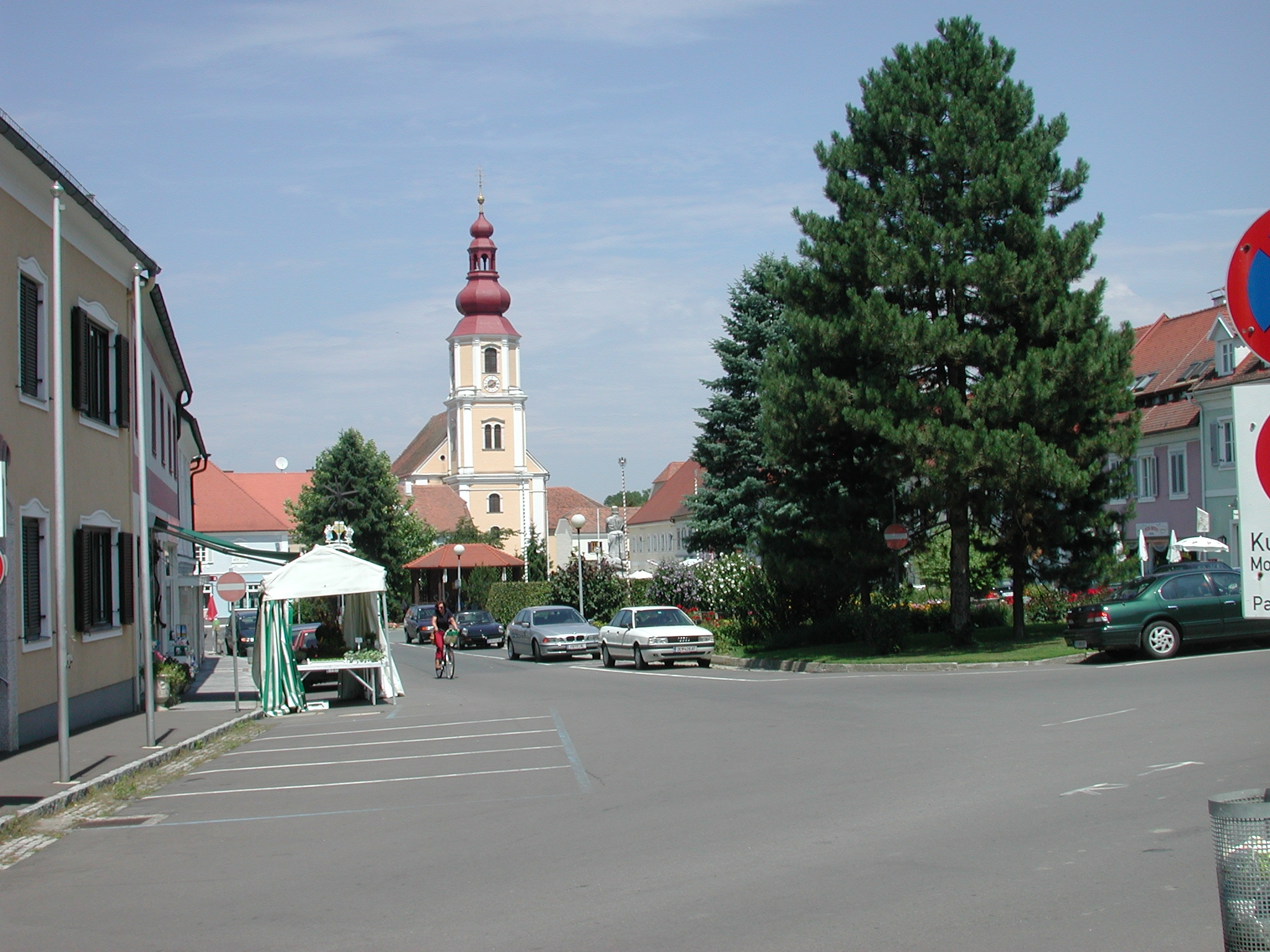
Fehring

## Jumelages
La ville de Fehring est jumelée avec :
- Heinersreuth (Allemagne)
- Patsch (Autriche)